# Kvinnliga läkares förening
Kvinnliga läkares förening är en av de största intresseföreningarna inom Läkarförbundet med cirka 1300 medlemmar. Kvinnliga läkares förening är öppen för alla kvinnliga läkare och läkarstudenter. 
Kvinnliga läkares förening har sin grund i Kvinnliga Läkares Kommitté som bildades 1916 av Karolina Widerström, Sveriges första kvinnliga läkare. Kommittén blev så småningom Kvinnliga Läkares Klubb och ombildades 1969 till Kvinnliga Läkares Förening. 1976 blev Kvinnliga läkares förening en intresse- och delförening i Läkarförbundet. 
Kvinnliga läkares förening svarar på bland annat på remisser från Läkarförbundet, lämnar in motioner till Läkarförbundets fullmäktige, bevakar Läkarförbundets handlande och ordnar kurser. 
Föreningens uppgift är att initiera diskussioner och tydliggöra olika aspekter beträffande medicinska, sociala och arbetsmiljörelaterade frågor av speciellt intresse för kvinnliga läkare inom Sverige, men även internationellt genom medlemskap i MWIA, Medical Women’s International Association. Att tillvarata medlemmarnas fackliga, sociala och ekonomiska intressen.
Karolina är Kvinnliga Läkares Förenings medlemstidning som kommer ut 4 gånger/år.